# Placówka Straży Granicznej I linii „Brodna”
Placówka Straży Granicznej I linii „Brodna” – jednostka organizacyjna Straży Granicznej pełniąca służbę wywiadowczą na granicy polsko-niemieckiej w okresie międzywojennym.

## Geneza
Na wniosek Ministerstwa Skarbu, uchwałą z 10 marca 1920 roku, powołano do życia Straż Celną. Od połowy 1921 roku jednostki Straży Celnej rozpoczęły przejmowanie odcinków granicy od pododdziałów Batalionów Celnych. Proces tworzenia Straży Celnej trwał do końca 1922 roku. Placówka Straży Celnej „Brodno” weszła w podporządkowanie komisariatu Straży Celnej „Śmiłowo” z Inspektoratu SC „Międzychód”.

## Formowanie i zmiany organizacyjne
Rozporządzeniem Prezydenta Rzeczypospolitej Polskiej Ignacego Mościckiego z 22 marca 1928 roku, do ochrony północnej, zachodniej i południowej granicy państwa, a w szczególności do ich ochrony celnej, powoływano z dniem 2 kwietnia 1928 roku  Straż Graniczną.
Rozkazem nr 2 z 19 kwietnia 1928 roku w sprawie organizacji Pomorskiego Inspektoratu Okręgowego dowódca Straży Granicznej gen. bryg. Stefan Pasławski określił strukturę organizacyjną komisariatu SG „Rudna”. 
Rozkazem nr 12 z 10 stycznia 1930 roku  w sprawie reorganizacji Pomorskiego Inspektoratu Okręgowego komendant Straży Granicznej płk Jan Jur-Gorzechowski ustalił nową nazwę i organizację komisariatu (Wysoka). Placówka Straży Granicznej II linii „Brodna” znalazła się w jego strukturze.
Rozkazem nr 2 z 4 czerwca 1932 roku w sprawach organizacyjnych komendant Straży Granicznej płk Jan Jur-Gorzechowski przemianował placówkę II linii Brodna na placówkę I linii.
Rozkazem nr 4 z 26 września 1936 roku  w sprawach przeniesienia siedzib i likwidacji posterunków  zlikwidowano placówkę I linii „Brodna”. Obsadę placówki przydzielono do placówki „Zelgniewo”.

## Kierownicy/dowódcy placówki
| stopień    | imię i nazwisko | okres pełnienia służby | kolejne stanowisko |
| ---------- | --------------- | ---------------------- | ------------------ |
| przodownik | Jan Bolewski    | był w 1935 –           |                    |